# أميرة رضا فرحات
أميرة الشيخ رضا فرحات (1932- 2018) باحثة وكاتبة لبنانية، لها متابعات ومصنّفات في الأدب والتاريخ العربي والإسلامي.

## ولادتها، عائلاتها ونشأتها
ولدت أميرة الشيخ رضا فرحات في النجف، في العام 1932، حيث كان والدها الشيخ رضا فرحات يتابع علومه في الحوزة الدينية هناك.

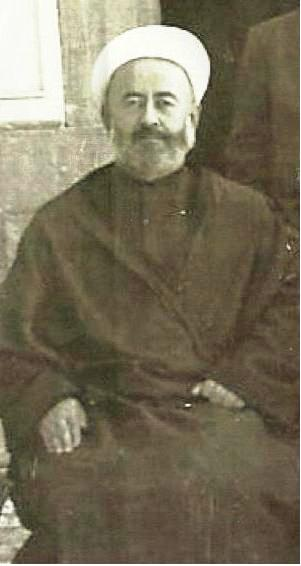
الشيخ رضا فرحات العاملي
والد أميرة فرحات

عادت مع عائلتها من العراق إلى بلدتها عربصاليم حيث نشأت في بيئة دينية، فوالدها الشيخ رضا فرحات مؤسس مسجد برج حمود في بيروت، وجدها لأمها الشيخ يوسف الفقيه كان قاضي القضاة الجعفري الممتاز حتى الحرب العالمية الثانية، وأخوالها كانوا من علماء الدين، أبرزهم الشيخ محمد تقي الفقيه العاملي. كما اقتدى ثلاثة من إخوتها الستة بخط والدهم، أكبرهم الشيخ محمد رضا فرحات، والشيخ محمود رضا فرحات. والشيخ زيد رضا فرحات، يليهم الدكتور أحمد وبشار وبرهان فرحات.
أكملت دراستها الابتدائية وبعض الصفوف التكميلية في مدرسة الزهراء في النبطية، ثم تابعت التكميلي ونالت البريفيه من مدرسة المقاصد الإسلامية في الباشورة. ولم يتسنَ لها دراسة البكالوريا، فاستعاضت عنها بالمطالعة المستمرة يدفعها شغف البحث عن المعرفة وحقائق التاريخ.
شاركت أخاها الشيخ محمد في بعض أبحاثه واهتماماته بالتحقيق فيما كان يوكل لها من المسائل التاريخية والتراجم والأخبار والحوادث.

## أسرتها
تزوجت من سامي فرحات، الذي كان رقيباً أول في الجمارك اللبنانية في مطار بيروت الدولي، وقد لقيَ مصرعه على أيدي عصابات التهريب عام 1974، حيث عُرفَ عنه نزاهته واستقامته، فأحدث ذلك استنكاراً رسمياً وشعبياً تلاه إضراب عام في البلاد دعا إليه السيد موسى الصدر.
أحدث غيابه حزناً كبيراً في قلب أميرة التي رمّلها القدَرُ باكراً. فحملت مسؤولياتٍ جسام. هي المولعة بالعلوم والمعارف، وأولادها ما زالوا يانعين في صفوف الدراسة. سعت جاهدة لتأمين المنح التعليمية كي تحقق أمنياتها وأمنيات زوجها الذي رحل تاركاً لها ثمانية أولاد وهو لم يبلغ الأربعين بعد وهم:
- خلدون سامي فرحات،(دكتوراه في هندسة الاتصالات).
- فادي سامي فرحات، (طبيب بأمراض الدم والأورام).
- محمد سامي فرحات (إدارة أعمال).
- وخمس بنات هنّ سمر، رلى، ميّ، لينا وهلا.

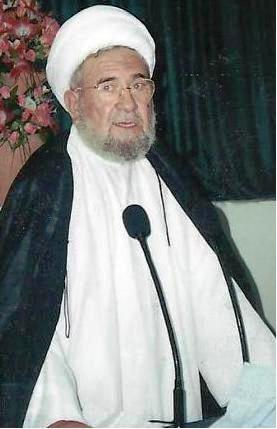
الشيخ محمود فرحات
المدير الأسبق للمجلس الإسلامي الشيعي الأعلى
أخو أميرة فرحات
توفي عام 2005

## مؤلفاتها
صدر لها ستة مؤلفات مطبوعة، كما ولها عدد من المخطوطات قيد الطباعة:

### المختار من عيون المعارف والأخبار

غلاف كتاب المختار

المختار من عيون المعارف والأخبار - دار الكتب العلمية – بيروت – تاريخ الطبع 2002: كتاب يقع في عشرة أجزاء، يتناول موضوع الشعر والشعراء في مجلدين، والحضارات والبلدان في ثلاثة مجلدات، وأحوال العرب في الجاهلية والإسلام في مجلدين، وحديقة الأخبار في مجلدين ومعلومات عامة في مجلد واحد. والنصوص الموجودة في هذا الكتاب لا تجري على خطة معيّنة في استيفاء الموضوعات ولا في ترتيبها، إذ يغلب عليها طابع الأخبار والفوائد والمقتطفات. والغاية من الكتاب هو تقديم المتعة الثقافية للقارئ أكثر من كونه مرجعا لتقديم الدراسات أو المواد العلمية الكافية للبحث. والكتاب بمجمله نوع من التأليف الكشكولي، ولا ينطوي على شيء من عند الكاتبة، إذ هو حصيلة فوائد جمعتها من خلال مطالعاتها في الموسوعات والمراجع والكتب والمجلات وغير ذلك. وقد ساعدها على ذلك ظروف الحرب الأهلية التي كانت دائرة في لبنان والتي أجبرت الكثيرين على ملازمة بيوتهم، كما أن مرض الفقرات التي أصابها وقيّدها إلى الفراش سنوات طويلة ساعدها على تكثيف مطالعاتها حتى تجمّع عندها ما يفوق العشرين ألف ورقة مكتوبة من الفوائد والمطالعات. وبعد ترتيبها وتصنيفها تم إصدارها في عشرة أجزاء تحوي ما يربو على خمسة آلاف ورقة مطبوعة.

### القرامطة

غلاف كتاب القرامطة

القرامطة: آراء المؤرخين والباحثين المتضاربة في شأن القرامطة، عرض ومقارنة- دار المحجة البيضاء – بيروت – تاريخ الطبع 2010: كتاب يتناول كافة الجوانب الدينية والاجتماعية والسياسية للفرقة التاريخية المقاتلة المسماة بالقرامطة. يستعرض الكتاب أصل الفرقة ونشأتها وعقيدتها ومقاصدها، بالإضافة إلى حراكها السياسي والعسكري الذي أقلق الدولة العباسية. كما ويتعرّض إلى النظريات المتباينة حول القرامطة من حيث كونهم طلاب عدالة اجتماعية ام طلاب لصوصية وشغب، أم من كونهم فرقة إسلامية لها رأي مختلف عن السائد أم أنها فرقة متزندقة مرتدّة عن الإسلام. وتحاول الكاتبة ان تقدّم قراءة مختلفة وصورة أكثر واقعية عن الأحكام القطعية التي تناولت القرامطة في كتب التاريخ وكتب الملل والنحل، وترى أن إجماع المؤرخين على إدانتهم وتجريمهم ليس قرينة على اليقين بل هو مدعاة شك وارتياب لما لهؤلاء المؤرخين من انحياز لأهل السلطتين الإجرائية والفقهية في عصورهم. ولاحظت المؤلفة أن رأي المتَّهم أي القرامطة مغّيب في معرض محاكمتهم ولأجل ذلك لجأت إلى الدراسات الحديثة التي تعتمد على المنهج العلمي الحديث لتعوّض عن النقص الفادح في المصادر القرمطية. وقد حاولت في دراستها هذه دفع الكثير من الشبهات عن القرامطة مبرّرة ذلك تارة بالصراع الطبقي الاجتماعي وطورا بضرواة المواجهة مع السلطة الحاكمة آنذاك. كما ويُستشفّ من نصوصها تفريقها بين القرامطة والإسماعيليين، كما يستشفّ منها تقسيم القرامطة إلى حركات عدة لا حركة واحدة. 

### الحشاشون بين الثورة والإرهاب

غلاف كتاب الحشاشون

الحشاشون بين الثورة والإرهاب -دار المحجة البيضاء – بيروت – تاريخ الطبع 2012: بدافع شغفها واندفاعها لمطالعة كتب تاريخ الفرق الدينية الإسلامية، ولما لمسته من انحياز في روايات المؤرخين إلى السلطة، رأت أميرة فرحات أن التاريخ والمؤرخين قد ألحقوا الظلم بالكثير من الفرق فيما نقلوه عنها إضافة إلى قيام السلطات الحاكمة بتلف كتبهم مما حرم الأجيال اللاحقة من قراءة روايتهم عن أنفسهم. لهذا السبب وبسبب تعاطفها مع ضحايا التاريخ، قامت الكاتبة بتخصيص بحث مفصّل عن الفرقة الدينية العسكرية المعروفة بالحشاشين، فتعرّضت لأصل الفرقة وتسميتها وما نُسج من أساطير حولها وحول باطنيتها وادّعاء تعاطي المخدرات من قبل جماعتها، فضلا عن الدور الفعلي الذي لعبته في منطقتي سوريا وإيران خلال القرنين الحادي عشر والثاني عشر للميلاد من خلال قدراتهم العالية على تجنيد الأتباع وتنفيذ أعمال الاغتيال السياسي الذي عُرفوا به على الدوام. واستعرضت الدراسة حالة الدول الإسلامية آنذاك وما ابتليت به من التفكك والنراعات التناحرية على السلطة، كذلك ما تعرّض له العالم الإسلامي من غزوات مغولية وصليبية، مما أتاح لحركات الاستقلال الذاتي كالحشاشين وغيرهم بالبروز ولعب دور براغماتي بين القوى المختلفة. وحاولت الكاتبة استقصاء أخبار أمراء القلاع في الشام وفي إيران، كذلك أخبار دعاتهم ومغزى حركتهم. كما سلّطت الضوء على تقلباتهم السياسية بين مختلف القوى الكبرى آنذاك معتمدين مبدأ المناورة بهدف الحفاظ على الذات وفي هذا السياق استخدموا مفهومي التقية والظاهر والباطن التي ميّزت عقيدتهم. كما تناولت نهاية الحشاشين على يد المماليك في الشام والمغول في إيران. 

### الخوارج

غلاف كتاب الخوارج

الخوارج، في التاريخ والسياسة والفقه وعلم الكلام والخطب والشعر والطرائف - جزءان - دار المحجة البيضاء – تاريخ الطبع 2006 - بيروت: استرعى انتباه الكاتبة صورة الإباضية (الخوارج) في استعراضهم لتاريخهم وسيرتهم، فوجدتها غير الصورة النمطية الشائعة، مما حدا بها إلى وضع مصنّف قارنت فيه بين قراءتين للمسألة الإباضية، إحداها قراءة المؤرخين والكتّأب وهي أشبه ما تكون بالرواية الرسمية للسلطة، والثانية هي قراءة الإباضية عن أنفسهم. وقد ركّزت بالبحث عن الإباضية دون سواهم من الخوارج على اعتبار أنهم الفرقة الوحيدة الباقية منهم حتى اليوم. وقد قسّمت كتابها عن الخوارج إلى ثلاثة اقسام في مجلدين.

في القسم الأول تعرّضت لتاريخ الخوارج العام حتى نهاية الدولة العباسية، وتاريخ الحركة الإباضية ودولتهم في الحجاز واليمن وعُمان، كما تعرّضت لتاريخهم في دول المغرب العربي لا سيما أخبار الدولة الرستمية.

في القسم الثاني، استعرضت أقوال المراجع التاريخية والفقهية والكلامية من غير الإباضية ورأيهم بهذه الفرقة، وبالمقابل نقلت وجهة نظر الإباضية ودفاعهم عن أنفسهم فيما يُنسب إليهم من مسائل فقهية وكلامية وتاريخية.

في القسم الثالث من كتابها حول الخوارج، استقصت خطبهم التي جمعت منها 33 خطبة، كما استقصت أشعارهم وأخبار تسعة عشر شاعرا منهم بالإضافة إلى طرائفهم المبثوثة في كتب الأدب والشعر والتاريخ. 

### الزنج وثورتهم المنسية

غلاف كتاب الزنج

الزنج وثورتهم المنسية – دار المجة البيضاء – سنة الطبع 2011 - بيروت: ترى الكاتبة أنّ ثورة الزنج التي قامت في القرن التاسع الميلادي (الثالث الهجري)، إنما هي ثورة اجتماعية أُصبغت بصباغ ديني لاجتذاب الناس وإقناعهم. إلا أن طغيان الطموح الشخصي لقائدهم، وضيق الأفق لديه، وعدم تنسيقه مع الحركات المعارضة المزامنة له كالقرامطة والبابكيين وبقايا الخوارج، كذلك غياب برنامجه الاجتماعي وغياب الإدارة الناجحة للصراع، واكتفائه باقتطاع سلطة محددّة والمساومة عليها، كلها أمور أدّت إلى إخفاق تحرّكهم رغم عدالة قضيتهم على ما ترى الكتابة في هذا المصنًّف. ورغم غياب المصادر التاريخية الخاصة بالزنج أنفسهم، تعرض أميرة فرحات في فصول الكتاب لمقارنًة بين صورتين لثورة الزنج، الأولى وهي الصورة السلبية التقليدية التي يتبناها المؤرخون الرسميون المساندون غالبا للسلطة، والصورة الثانية المشرقة التي حاول الباحثون المحدثون إظهارها. وبطبيعة الحال يُستشفّ من الكتاب انحياز صاحبته إلى الثورات المنسية في التاريخ الإسلامي. ويتضمن الكتاب استعراضا تاريخيا لأحداث الثورة الزنجية، وثبتا بالتسلسل الزمني للأحداث، كما ويتضمن ملحقا بالنصوص الأدبية العربية لثورة الزنج. 

### الفاطميون

غلاف كتاب الفاطميون

الفاطميون، تاريخهم وآثارهم في مصر – إصدار (كتاب ناشرون) – بيروت - سنة الطبع 2013: هذا السِّفر هو نوع من السياحة التاريخية، فقد جاء الكتاب في قسمين، الأول ويحوي استعراضا تاريخيا مختصراً مرتّباً على تسلسل الخلفاء الفاطميين، أما القسم الثاني فيحوي مقتطفات من المعالم الحضارية والاجتماعية لمصر الفاطمية كترتيب الدولة ووصف الدعوة وذكر حارات القاهرة ومساجدها وقصورها وعمرانها وطبقات المجتمع فيها والعادات والتقاليد والأعياد والمواسم والمراسم. وبعد أن استعرضت الكاتبة الشأن التاريخي لمجريات الأمور وتطور أحداثها فإنها قد سلّطت الضوء مركزةً أكثر على التأثيرات في المعالم الاجتماعية والحضارية للمجتمع الفاطمي، فغدا الكتاب نوعاً من السياحة التاريخية.

### قصص قرآنية
قيد الطبع

## التكريمات
- كرّمتها مجلة جراح جنوبية في اليونيسكو عام 2009.
- كرمها المركز الثقافي للبنان الجنوبي عام 2011.

## ما كُتب عنها في الصحافة
- حوار في جريدة السفير بعنوان (المختار من عيون المعارف والأخبار- قراءة عمر في عشرة أجزاء):[12] رأت الكاتبة في هذا الحوار أن من أهداف إعدادها للكتاب تحويل التسلية إلى ثقافة مفيدة، مع أن ذلك لا يقلل من القيمة البحثية للكتاب. أما عن الإخراج فرأت أنّ ثمّة عيوبا فنية شابت الكتاب منها نقص الفهرسة الأبجدية التي تعمل على إصداره في مجلد منفصل. كما لاحظت المحاورة أن الكاتبة تتمتّع بحس روائي تجلّى في مقدمة الكتاب.
- مقال في جريدة السفير بعنوان (الحشاشون بين الثورة والإرهاب):[13] رأى كاتب المقال أن موضوع الحشاشين بالطريقة التي تعرّضت له أميرة فرحات يُعتبر من المواضيع المتجددة في العصر الحالي، لا سيما نظرية اغتيال العدو من خلال اغتيال النفس، وقد عرف التاريخ حديثا وقديما نظائر لهذه العمليات. كما ويرى في دراسته لكتابها أنها تتمتّع بحسّ اجتماعي وتاريخي ووجداني حيث قدّمت تصورا لمآل الأمور إن استولت الفِرق المتعثّرة على الحكم في بلاد الإسلام والعرب خصوصا.
- مقال في جريدة السفير بعنوان (الفاطميون وآثارهم في مصر لأميرة فرحات):[14] رأى الكاتب علي مقلّد في دراسته لكتاب (الفاطميون) أنه غنيّ بالمعلومات الواسعة والشاملة والمحيطة بدقائق الأمور في الدولة الفاطمية، كما رأى أن ترتيب الكتاب وفهرسته كان عملا بارعا مما يسهّل عملية الانتفاع به كمرجع موثّق ومنظّم. والكتاب _بحسب مقلّد_ ينقل القارئ من أحاسيس الابتهاج بالإنجازات إلى أحاسيس المآسي التي تصيب الحكام والمحكومين على حد السواء.
- مقال في جريدة السفير بعنوان (ليس القرامطة فرقة واحدة - كتاب «القرامطة» لأميرة الشيخ رضا فرحات):[15] يرى زهير هواري في مقاله حول كتاب القرامطة، أن الكاتبة وإن توصّلت إلى أجوبة على بعض المسائل المعرفية التي راودتها حول هذه الفرقة إلا أنها فتحت أبوابا أخرى من الأسئلة لم يتم الإجابة عنها بعد. كذلك يذهب إلى أن الكاتبة أعادت تركيب صورة هذه الجماعة وربطتها بظروفها الثقافية والاجتماعية والسياسية في زمن المسلّمات والإسقاطات. ويخلص في مقاله أن قراءة هذا الكتاب يغني عن قراءة أربعة كتب في نفس الموضوع.
- حوار مع مجلة شؤون جنوبية بعنوان: (الخوارج- صادقون أحرجهم «التحكيم» فأخرجهم):[16] من خلال حوارها رأت أن الخوارج كانوا صادقين في تأييدهم للإمام علي لذلك الحّوا عليه بعدم قبول التحكيم، وترى الكاتبة أن مقاربة موضوع الخوارج هو واجب من واجبات الباحثين لتصحيح الصورة النمطية التاريخية الخاطئة عنهم.
- حوار في جريدة السفير بعنوان (الخوارج- بجزأيه كتاب أميرة فرحات، أوسع مما يتصوره المرء):[17] مقال نقدي لزهير هواري أخذ على الكاتبة بعض الأخطاء المنهجية كعدم اقتفائها للكثير مما كُتب عن الخوارج، كما أخذ عليها عدم ذكر المصادر في العديد من الصفحات، بالإضافة إلى المبالغة في نقل فصول كاملة من بعض المصادر من دون تحرير أو تعليق.

## وصلات خارجية
- مقال في مجلة شؤون جنوبية بعنوان (أميرة فرحات في حوار حول دراستها الجديدة «الخوارج»)
- مقال للكاتب علي مقلد بعنوان (كتاب «الحشاشون» بين الثورة والإرهاب)[وصلة مكسورة]
- مقال للكاتب زهير هواري بعنوان (كتاب «القرامطة» لأميرة الشيخ رضا فرحات)
- مقال للكاتب علي مقلد بعنوان (القرامطة أمام امتحان جديد، تعليقا على كتاب القرامطة لأميرة الشيخ رضا فرحات)
- مقال لزهير هواري في جريدة السفير بعنوان («الخوارج» بجزأيه كتاب أميرة فرحات -أوسع مما يتصوره المرء)
- مقال لعلي مقلد بعنوان (كتاب: الفاطميون وآثارهم في مصر لأميرة فرحات)